# Adelbert Ames
Adelbert Ames, född 31 oktober 1835 i Rockland, Maine, död 12 april 1933 i Ormond Beach, Florida, var en amerikansk general och republikansk politiker. Han var guvernör i Mississippi 1868–1870 och 1874–1876. Ames representerade Mississippi i USA:s senat 1870–1874, där han förespråkade och försvarade de svartas rätt att rösta och delta i den politiska processen.

## Biografi
Ames utexaminerades 1861 från United States Military Academy. Han deltog i amerikanska inbördeskriget i nordstatsarmén, först som löjtnant, senare som major, överste och till sist som generalmajor. Han tilldelades Medal of Honor för sin insats i första slaget vid Bull Run.

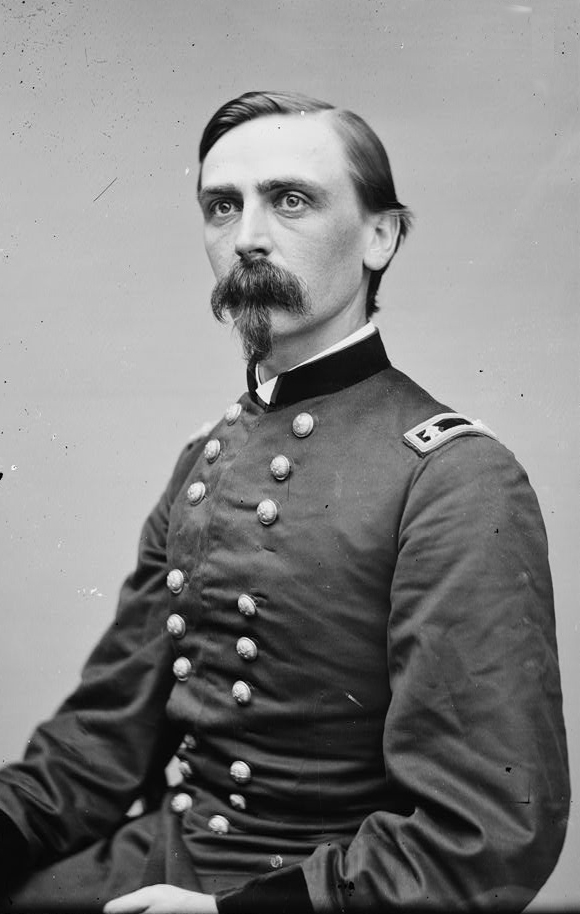
Adelbert Ames

Som guvernör i Mississippi 1868-1870 främjade Ames de frigjorda slavarnas sak och utnämnde de första svarta ämbetsinnehavarna i Mississippis historia. När Mississippi 1870 åter fick representation i USA:s senat, valdes Ames och afroamerikanen Hiram Rhodes Revels till senaten. Ames avgick 1874 som senator för att tillträda som guvernör på nytt. Hans andra mandatperiod som guvernör utmärktes av stora svårigheter och oroligheter. Ames behöll sitt stöd från den svarta befolkningen. Hans motståndare, demokraterna, gick till väpnat uppror mot honom. Han fick inget hjälp från den federala regeringen. Demokraterna vann sedan valet till delstatens lagstiftande församling efter en kampanj som präglades av våldsdåd och hotade att avsätta Ames och alla andra republikanerna. Han avgick när motståndarna gick med på att inte starta en rättsprocess mot honom.
Ames bodde sedan i Minnesota, i New York City och i Massachusetts. Han deltog i spansk-amerikanska kriget. Han korresponderade med historikern James Wilford Garner som skrev en bok om rekonstruktionstiden i Mississippi. Medan Garner som historiker förhöll sig kritisk till nordstaternas ockupation, kom han fram till slutsatsen att Ames inte personligen hade gjort sig skyldig till korruption som guvernör i Mississippi. Medan synen på Ames och rekonstruktionen i allmänhet var kritisk under den rasistiska Jim Crow-eran, har senare historiker omvärderat Ames roll i Mississippis historia.